# Roßgassenkopf

Il Roßgassenkopf  è una montagna alta 1 671  metri  nelle Alpi del Chiemgau in Germania, più precisamente sulla catena del Rauschberg, vicino al comune di Ruhpolding. È una meta ambita dagli escursionisti e dagli scialpinisti, soprattutto per la discesa attraverso la Roßgasse.  È raggiungibile tramite funivia e offre splendide viste sul paesaggio montano circostante. 